# Cinzana
Cinzana est une localité et une commune rurale malienne, chef-lieu d'arrondissement du cercle et de la région de Ségou.

Carte administrative

## Villages
La commune s'étend sur 70 localités relevées lors du recensement général de 2009.
Les villages les plus peuplés sont :
- Cinzana Gare (2 210 habitants) ;
- N'Gola (1 513 habitants) ;
- Kondogola (1 450 habitants) ;
- Kondia (1 129 habitants).

La loi 2023-007 attribue à la commune 73 villages, fractions ou quartiers :
- Cinzana Gare
- Minankofa
- Kondogola
- Douna
- N'Gola
- Balango Were
- Baphobougou
- N'Dinzana
- N'Golobougou
- Balabougou
- Tongo
- Bougoukourala
- Bouya Were
- Fambougou
- Kolongolona
- Walambougou Were
- Alphabougou
- Banza Koro
- Sonsorobougou
- Dialabougou
- N'Galobékoro II
- N'Djébougou
- Bouadala
- Niotobougou
- Cinzana Village
- Kondia
- Sanogola Bamoussobougou
- Gnatia
- Gnani Were
- Foabougou
- Koussana
- Zambougou
- Findia
- N'Galobékoro I
- Sorobougou
- N'Dinzana Were
- Berthela Were
- N'Djékabougou
- Wassadiala
- Soroba Were
- Zangourabougou I
- Faléma
- Diakoro
- Fassombougou II
- Dotombougou
- N'Tiomabougou
- Dlaba
- Siribougou Were
- Nabougou
- Ouendia
- Diambougou
- Garo
- Sidiki Were
- Moribougou Diawando
- Noumoubougou
- Sinébougou
- Sirango
- Folanassibougou
- N'Gakoro
- Ouolona
- Maki Were
- Tiguini
- Donzobougou
- Séribougou
- Berthéla Were
- Berthéla
- Banankoro Gamiankoro
- Tian Were
- Fossombougou I
- Zanbourabougou II
- Moussa Were
- Bassibougou
- Touatola

## Économie
L’activité économique principale da la commune est l’agriculture.

## Lien
- Plan de sécurité alimentaire de la commune rurale de Cinzana 2007 2011, Web archive.